# Zita Swoon
Pour les articles homonymes, voir Swoon (homonymie).
Zita Swoon Group est au départ un groupe belge de pop et blues indépendant et principalement anglophone fondé par Stef Kamil Carlens (chanteur, auteur) et Aarich Jespers (batterie) vers 1990 à Anvers.

## Historique
Le groupe s'est d'abord appelé A Beatband, puis Moondog Jr (1995) avant de prendre le nom de Zita Swoon en 1997. Il se situe dans la mouvance du groupe dEUS dont Kamil Carlens fut l'une des chevilles ouvrières (bassiste, chanteur et auteur) jusqu'en 1996. Il quitte le groupe pour se consacrer à son propre projet.
Le groupe produit un patchwork musical, mélangeant rock, pop, blues, disco et même avec des influences afro-cubaines, en un ensemble prenant toute sa dimension en live. Leurs influences reconnues sont Frank Zappa, Funkadelic, Bob Dylan, Neil Young, Joni Mitchell, DJ Shadow ou Howie B. Comme le groupe le signale lui-même, le tout peut se retrouver dans la même chanson.
Après deux premiers albums plutôt blues, dont le très bon I Paint Pictures on a Wedding Dress, le groupe s'oriente vers un son plus disco - électro, sur son plus gros succès commercial à ce jour Life = A Sexy Sanctuary (2001). En 2005, nouveau changement de son, A Song About a Girls marque une progression vers un son plus chaud, avec des paroles en anglais et en français écrites par le polyglotte leader du groupe. Cet album contient également un duo avec leur compatriote Axelle Red, afin de leur ouvrir un public plus large. Dès 2006, le groupe tourne avec le concept  « a band in a box », un show acoustique où le groupe joue en dessous (ou au milieu) du public.
En mars 2007, le groupe anversois sort un nouvel album, intitulé Big City. Zita Swoon confirme son empreinte d'authenticité acoustique tout en élargissant son univers musical : ska, soul, reggae, funk et chanson française sont à la fête de ce nouvel opus que la critique salue comme l'album joyeux attendu. Moins lyrique que son prédécesseur, cet album laisse à l'oreille le sentiment d'une brise légère, en colportant la rumeur de quelques artistes de légende, Bob Dylan (Series Dreams), Neil Young (titre éponyme Big City) ou encore Serge Gainsbourg (Je range, Humble...).

## Membres du groupe
- Stef Kamil Carlens : guitares et chant
- Bart Van Lierde : basse, contrebasse
- Aarich Jespers : batterie
- Amel Serra Garcia : percussions
- Joris Caluwaerts : claviers
- Tom Pintens : guitare et piano (jusqu'en 2008)
- Eva et Kapinga Gysels : chœurs

## Discographie

### Singles
- TV Song (1996)
- Moondog (1996)
- Jintro and the Great Luna (1997)
- Song for a Dead Singer (1998) → Chanson hommage à Jeff Buckley
- Song About the Succesfull Recovery of a Gal Named Maria (1999)
- Our Daily Reminders (1999)
- My bond with you and your planet : Disco ! (2000) → inclus 5 remixes.
- Hot Hotter Hottest (2001)
- The Bananaqueen (2001)